# 希特勒突擊隊

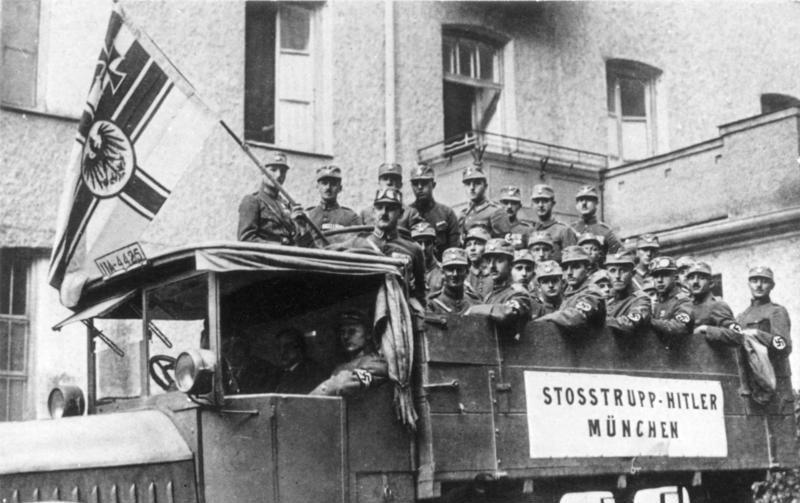
希特勒突擊隊

希特勒突击队（德語：Stoßtrupp-Hitler）是一支曾短暂存在于1923年的阿道夫·希特勒的保镖单位。该单位主要成员包括鲁道夫·赫斯、尤利烏斯·施雷克、约瑟夫·贝希托尔德、埃米爾·莫里斯、埃爾哈德·海登、乌尔里希·格拉夫以及布鲁诺·格舍。